# Melocactus ferreophilus
Melocactus ferreophilus är en kaktusväxtart som beskrevs av Albert Frederik Hendrik Buining och Brederoo. Melocactus ferreophilus ingår i släktet Melocactus och familjen kaktusväxter. Inga underarter finns listade i Catalogue of Life.